# Šupín
Šupín je přírodní rezervace v oblasti Poľana na Slovensku.
Nachází se v katastrálním území obce Slovenská Ľupča v okrese Banská Bystrica v Banskobystrickém kraji. Území bylo vyhlášeno či novelizováno v roce 1998 na rozloze 11,8900 ha. Ochranné pásmo nebylo stanoveno.